# Dunbaria bella
Dunbaria bella är en ärtväxtart som beskrevs av David Prain. Dunbaria bella ingår i släktet Dunbaria och familjen ärtväxter. Inga underarter finns listade i Catalogue of Life.